# عبد الوهاب بن حجي الزياني
عبد الوهاب بن حجي الزياني، من اعيان قومه، ومن دعاة الاستقلال في البحرين، ومن مؤسسي المدرسة الخليفية.

## حياته
ولد الزياني في مدينة المحرق البحرينية، سنة 1865 م، برع في علوم الفقه الشرعي، والادب العربي، بعد أن درس في العراق، والهفوف السعودية، أسس مسجد ومدرسة الزياني الدينية، في مسقط رأسه، تدرج باعمال الغوص، حتى أصبح طواشا، برز في الشؤون الاجتماعية، والتربوية، حيث ساهمة بتأسيس المدرسة الخليفية  سنة 1919 م، دخل في صراع سياسي واعلامي مرير مع المعتمد البريطاني، بعد أن أسس ومجموعة من رفاقه الحركة البحرينية، المناهضة لمشروع التاج البريطاني في البلاد، انبثق عنها (لجنة مقاومة الاستعمار البريطاني)، القت القوات البحرية الملكية البريطاني القبض عليه بقيادة الميجر اس. دي. ديلي ، ونفته ورفاقه إلى موبي الهندية سنة 1923 م ، حيث وافته المنية هناك سنة 1925 م.